# Zaouïa du Cheikh Zayn al-Din Yusuf
Le Zawiya du Sheikh Zayn al-Din Yusuf  est un mausolée et une zaouïa du cheikh Zayn ad-Din Yusuf (en) au Caire en Égypte. Le bâtiment est construit en 1298 dans le style de l'architecture mamelouke,.